# Cryptobiosella spinosa
Cryptobiosella spinosa is een schietmot uit de familie Philopotamidae. De soort komt voor in het Australaziatisch gebied.